# (11981) Boncompagni
(11981) Boncompagni est un astéroïde de la ceinture principale.

## Description
(11981) Boncompagni est un astéroïde de la ceinture principale. Il fut découvert le 20 octobre 1995 à Bologne par l'observatoire San Vittore. Il présente une orbite caractérisée par un demi-grand axe de 2,65 UA, une excentricité de 0,06 et une inclinaison de 4,7° par rapport à l'écliptique.

## Compléments